# Полехи
Поле́хи — субэтническая группа русских на территории Орловско-Калужского Полесья (лесистые и заболоченные места в бассейне верховьев рек Оки и Десны).
К середине XVI века смешались с русским населением, которое уходило в леса из долины Оки, опасаясь захвата в плен при набегах крымских татар.
Так же как и полещуки, название полехи обозначает «жителя Полесья». Длительные этноконтакты полехов с соседним белорусским населением на западе привели к появлению общих черт в их культуре.
Для полехов были характерны особенности южнорусской этнографической группы с добавлением белорусских, украинских и отчасти литовских культурных компонентов. Особенностью усадебных комплексов полехов была обращённость дома фасадной стеной во двор замкнутого типа. В мужской одежде преобладал белый цвет, в женской наряду с распространением южнорусского комплекса (распашная понёва, рогатая кичка, сорока с позатыльником) бытовали элементы, свойственные украинцам и белорусам (понёва, близкая по покрою к украинской плахте, полотенчатый головной убор и др.).